# 河口正史
河口 正史（かわぐち まさふみ、1973年2月19日 - ）は、兵庫県川西市出身のアメリカンフットボールの元選手、コーチ、および解説者。愛称は「マーサ」。「フィードバックディスク」スーパーバイザー。

## 略歴
アメリカ合衆国ニュージャージー州の小学校に通っていたときにアメリカンフットボールに出会う。帰国して、中学時代は履正社学園豊中中学校で野球部に所属していたが、練習ボイコットや集団退部などを企て、廃部に追い込んだという（成人後、当時の顧問の教諭には謝罪した）。早稲田大学本庄高等学院に進学しラグビーをはじめるが成績不良のために放校処分となった。（本人曰く、パチンコ店の新装開店とラグビーの練習だけは皆勤賞だった。放校処分された理由は、単に勉強しなかったので進級出来なかっただけだという。）その後、アメリカからの帰国子女だった友人の影響で再び渡米、カリフォルニア州の高校、サン・クレメンテ・ハイスクール (San Clemente High School) で本格的にアメリカンフットボールに取り組む。
サン・クレメンテ・ハイスクール卒業後、日本に帰国。立命館大学国際関係学部入学と同時にアメリカンフットボール部（パンサーズ）に入部。1994年、天才QBと呼ばれた東野稔らと共に同大初の甲子園ボウル優勝に貢献。1994年1月のアイビーボウルでは敢闘賞に選ばれた。
大学卒業後、アサヒビールに入社し、並行してNFLヨーロッパへ参戦。アムステルダム・アドミラルズ（オランダ）のラインバッカーとしてプレーし、3年目には「オールNFLヨーロッパ」に選出。
1998年、グリーンベイ・パッカーズ、2000年、ダラス・カウボーイズと、アメリカンボウルに来日するチームのトレーニングキャンプに参加した。
2002年と2003年、NFLのサンフランシスコ・フォーティナイナーズのキャンプに招集されるが、開幕ロースターには残れず。2002年8月4日に大阪ドームで開催されたプレシーズンマッチNFL OSAKA 2002（対ワシントン・レッドスキンズ戦）で、スペシャルチームのメンバーとして数プレーに出場。日本人で初めてNFLプレシーズンマッチに出場した選手となる。この年アメリカで行われたプレシーズンゲームにも日本人として初めて出場、1タックルをあげた。2003年にはトレーニングキャンプ中に太ももの肉離れを起こしてプレシーズンゲーム出場はならなかった。
2003年秋以降はXリーグ西地区のアサヒ飲料チャレンジャーズに所属。2007年シーズンは主将を務めた。2008年シーズンはポジションをセイフティに変更。社会人リーグ西地区優勝に貢献。2008年シーズンを最後に現役引退。選手活動の傍ら、追手門学院大学の客員教授およびアメリカンフットボール部のヘッドコーチを務めた。2009年5月にトレーニング機器の販売などをする会社を設立。今後はトレーニング指導や機器販売などの事業に専念する予定。
吉本興業とマネジメント契約を結んでおり、NHK・日本テレビ（日テレジータス）でNFL中継の解説も務めている。アサヒ飲料で2008年にチームメイトだった有馬隼人とコンビを組むことが多い(基本的に河口が解説で、TBSアナウンサーであった有馬が実況)。2015年シーズンまではGAORAでも解説を務めた。
2015年2月より、桜美林大学アメリカンフットボール部のトレーナーに就任した。

## スポーツマンNo.1決定戦
第5回プロスポーツマン大会（1999年1月1日放送）
POWER FORCEでは1回戦で髙田延彦に敗れ、BEACH FLAGSでは決勝まで勝ち進むも、決勝で松井稼頭央に敗れた。THE GALLON THROWでは5m75cmの記録を残してNo.1に輝き、SHOT-GUN-TOUCHでは12m20cmの記録を残して試技終了。総合360Pで暫定首位に君臨していたが、13m30cm（当時の世界新記録）を樹立した飯田哲也に20P差で逆転され総合2位となった。
第6回プロスポーツマン大会（2000年1月1日放送）
SPECIAL BATTLEのWORK OUT GUYSは9位。BEACH FLAGSでは昨年に続いて決勝まで勝ち進むも、決勝で飯田に敗れた。MONSTER BOX 15段、POWER  FORCEでは1回戦で武田修宏、2回戦で仁志敏久に勝利するも、準決勝で金本知憲に敗れた。THIRTYは準決勝まで進出。DEAD MAN'S DROPは2回戦敗退。THE GALLON THROWは6m00cmを記録した松井に次いで2位の5m75cm。最終種目のSHOT-GUN-TOUCHでは、THE GALLON THROW終了時点で10P差で暫定総合2位に位置していたケイン・コスギとの総合No.1争いの末、12m70cmの自己新記録を成功させ、一時はトップに躍り出るも、ケインが12m90cmを成功させ、またも逆転で総合No.1を逃し2位となった。
第7回プロスポーツマン大会（2001年1月1日放送）
WORK OUT GUYSは4位。BEACH FLAGSは3年連続で決勝進出も、今度はプロ大会初出場の池谷直樹に敗れ3年連続の種目別2位。MONSTER BOXは自己記録更新の16段、TAIL IMPOSSIBLEは第1レース敗退。POWER FORCEでは1回戦で古田敦也、2回戦で池谷に勝利するも、準決勝で清原和博との1分半もの激闘の末に惜敗。前回準決勝進出のTHIRTYが1回戦敗退に終わり、THE GALLON THROWでは自己記録に届かない5m50cmに終わり、5m75cmを記録した大畑大介に次いで種目別2位。ただSHOT-GUN-TOUCHが12m00cmに終わり、総合4位となった。
第8回プロスポーツマン大会（2002年1月1日放送）
WORK OUT GUYSでは初めて1分を切り、56秒62の好タイムもハイレベルな闘いで5位。3年連続決勝進出のBEACH FLAGSではスタート直後に躓き、まさかの1回戦敗退。敗退後は「ショックっすねこれ」とコメントを残した。MONSTER BOXは自己記録タイの16段、POWER FORCEでは1回戦で三浦貴、2回戦で仁志、準決勝で岩村明憲に勝利するも、決勝で室伏広治に敗れた。その後、THIRTY 1回戦敗退、TAIL IMPOSSIBLE 第1レース敗退、THE TUG-OF-WARでは1回戦でタフィ・ローズに敗れ、SHOT-GUN-TOUCHも12m00cmに終わり、総合9位と初めて上位入賞を逃した。
第9回プロスポーツマン大会（2003年1月1日放送）
WORK OUT GUYSは大畑に次ぐ2位。BEACH FLAGSでは3回戦で旗を獲得した様に見えたが、VTR判定で金城龍彦が獲得した旗を奪っていたことが判明し、失格の判定。本人も思わず「バレた」とコメントしていた。MONSTER BOX 16段も、TAIL IMPOSSIBLE 第1レース敗退、POWER FORCEでは2回戦（初戦）で吉田秀彦に敗れ、その後の種目でもポイントが振るわず総合7位に終わった。
第10回プロスポーツマン大会（2004年1月1日放送）
WORK OUT GUYSでは昨年に引き続き2位も、同じアメフトで尚且つ大学の後輩である里見恒平に後塵を拝す結果となった。BEACH FLAGSが2回戦敗退に終わる。MONSTER BOXは16段、SPIN OFFでは1回戦でデーブ・ロバーツ、2回戦で里見に勝利も、準決勝でボブ・サップに敗れた。THE GALLON THROWは5m75cmで斉藤祐也と並んで種目別No.1。POWER FORCEでは2回戦（初戦）で里見、準決勝で木元邦之に勝利するも、決勝で吉田に敗れた。この時点で暫定トップにいたが、TAIL IMPOSSIBLEが第1レース敗退に終わり、この種目でNo.1に輝いた三浦に逆転され2位。そしてSHOT-GUN-TOUCHがまたも12m00cmに終わり、最後は里見にも抜かれ総合3位となった。
プロスポーツマン大会
| 大会       | 放送日       | 総合順位 |
| ---------- | ------------ | -------- |
| 第5回大会  | 1999年1月1日 | 2位      |
| 第6回大会  | 2000年1月1日 | 2位      |
| 第7回大会  | 2001年1月1日 | 4位      |
| 第8回大会  | 2002年1月1日 | 9位      |
| 第9回大会  | 2003年1月1日 | 7位      |
| 第10回大会 | 2004年1月1日 | 3位      |

## 関連図書
- マーサ ～河口正史の生き方～ 作者：林壮太